# Lauda Air
Lauda Air var ett österrikiskt flygbolag. Det grundades av Niki Lauda 1979. Lauda Air köptes upp av Austrian Airlines år 2000. 2013 upphörde verksamheten under namnet Lauda Air och ersattes av Austrian myHoliday.

## Bilder

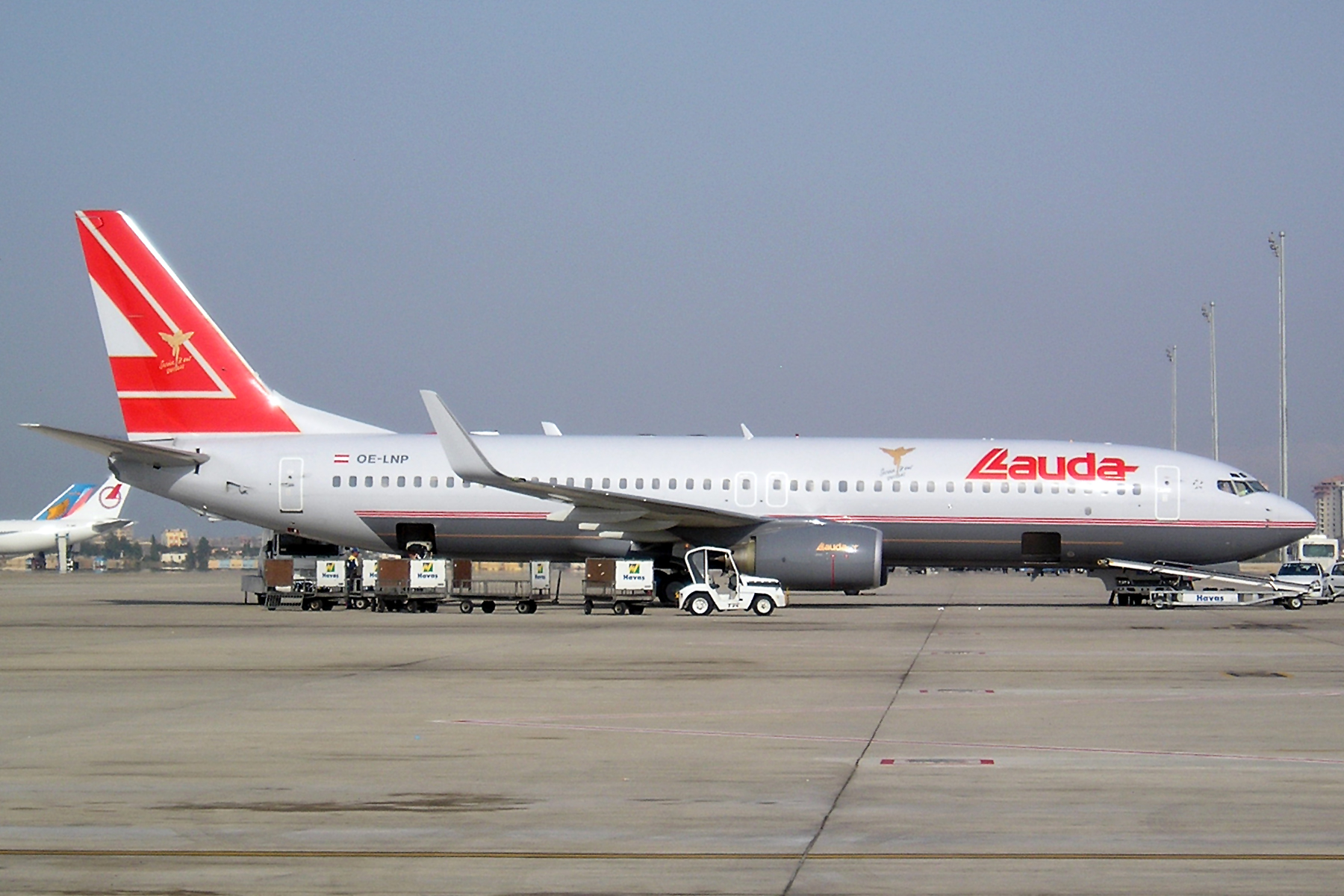
Boeing 737-800 OE-LNP